# Bains (Haute-Loire)
Bains település Franciaországban, Haute-Loire megyében. Lakosainak száma 1387 fő (2022. január 1.). Bains Ceyssac, Saint-Christophe-sur-Dolaizon, Saint-Jean-Lachalm, Sanssac-l’Église, Séneujols, Vergezac és Saint-Privat-d’Allier községekkel határos.

## Népesség
A település népességének változása:
| Lakosok száma | 859  | 841  | 917  | 1131 | 1335 | 1328 | 1353 | 1376 | 1388 | 1387 |
|               | 1968 | 1982 | 1990 | 2006 | 2013 | 2015 | 2017 | 2019 | 2020 | 2022 |